# Швецов Михайло Сергійович
Михайло Сергійович Швецов ( 1885 - 1975 ) - радянський геолог, петролог, доктор геолого-мінералогічних наук (1939), Заслужений діяч науки і техніки РРФСР (1956).

## Біографія
Народився 16 ( 28) жовтня1885  року в  Москві, в купецькій сім'ї  .
У 1904 році закінчив із золотою медаллю 10-у Московську чоловічу гімназію .
Вступив на фізико-математичний факультет Московського університету, який закінчив в 1910 році за спеціальністю «геологія» і був залишений в університеті для підготовки до професорського звання. Займався вивченням крейдяних і третинних відкладень Кавказу.
На початку Першої світової війни Швецов був призваний до  армії. У 1915 році потрапив у полон, з якого звільнився у 1918 році3[джерело?] За іншими даними Швецов служив офіцером в Російському експедиційному корпусі у Франції і в силу ряду обставин не брав участі в бойових діях, а здійснював геологічні екскурсії, знайомлячись з геологією Франції та європейської геологічної наукою  .
У тому ж 1918 році почав викладати в Московському університеті і Московській гірничній академії .
У 1930 році зайняв посаду професора і завідувача кафедрою петрографії осадових порід в новоорганізованому Московському геологорозвідувальному інституті .
Наукові роботи були присвячені літології, палеонтології, стратиграфії і регіональної геології. Був автором першого підручника «Петрографія осадових порід», в якому виклав основи нової науки, методи вивчення осадових порід, досліджував питання класифікації, номенклатури та термінології, історію виникнення і розвитку в СРСР науки про осадові породи, а також питання про викладання такого курсу в радянській вищій школі.
Серед його учнів: І. В. Хворова, Л. М. Бирине , Н. С. Ільїна, Р. М. Пістрак, Н. М. Страхов, В. С. Яблоков, С. В. Тихомиров, Г. Ф. Крашенинников, Г. А. Каледа , П. А. Меняйленко і багато інших.
Помер 22 липня 1975 року в Москві, похований на Головинському кладовищі .

## Сім'я
Дружина - Тетяна Григорівна Ростовцева (1887-1964), сестра професора Г. Г. Ростовцева , - працювала секретарем у Н. І. Бухаріна .

## Нагороди
- 1956 - Орден Леніна
- 1956 - Заслужений діяч науки і техніки РРФСР .

## Членство в організаціях
1911 - Дійсний член Імператорського Московського товариства дослідників природи .

## Пам'ять
Іменем М. С. Швецова були названі:
- Lepidodendron shvetzovii Mosseychik, 2003 - вид плауновідних раннього карбону Підмосковного басейну